# Natalia Castillo
Natalia Valentina Castillo Muñoz (Santiago, 1 de agosto de 1982) es una abogada y política chilena. Fue diputada por el 10.º distrito de la Región Metropolitana como Independiente por el Frente Amplio, por el período 2018-2022.

## Biografía
Nació el 1 de agosto de 1982, en la comuna de Puente Alto, en Santiago. Es casada y tiene dos hijos.
Realizó su enseñanza básica en distintos colegios, entre ellos, la Escuela Mayo, el Colegio Alberto Blest Gana y el Colegio Los Pensamientos. Cursó la enseñanza media en el Liceo Carmela Carvajal de Prat.
En 2001 ingresó a la carrera de Derecho en la Universidad de Chile, egresando en 2006 y titulándose como abogada el 28 de agosto de 2009.
Entre 2011 y 2012 cursó un Diplomado en Derecho Penal Sustantivo Parte Especial, en la Pontificia Universidad Católica de Chile (PUC). En 2012, realizó un Diplomado de Reforma al Derecho del Trabajo en la Universidad Alberto Hurtado. Ha participado en diversos cursos de especialización profesional entre los que destacan: “Delitos de corrupción, responsabilidad penal de la personas jurídicas” y “Medidas cautelares”.
En 2008, comenzó a trabajar en el Consejo de Defensa del Estado (CDE) como procuradora, lugar en el que se desempeñó hasta 2012. Integró la Procuraduría Criminal y la Oficina Laboral. Más tarde, ingresó al estudio de abogados Rivadeneira, Colombara y Zegers, como abogada penal. Permaneció allí hasta 2014, renunciando para ejercer libremente su profesión.

## Trayectoria política
Inició su actividad política durante sus años de estudiante en el Liceo Carmela Carvajal, al incorporarse a las Juventudes Comunistas de Chile (JJCC). Participó de la Federación de Estudiantes de Enseñanza Media (FESES) como representante de su colegio.
En 2014 ingresó al partido Revolución Democrática (RD). Participó en la comisión de Reformas Políticas y luego en el equipo de Acción Territorial. En 2016 fue candidata a alcaldesa por la comuna de La Granja, donde obtuvo 2775 sufragios, equivalente a un 13,2 % del total de los votos emitidos.
En 2017 fue proclamada candidata a diputada en representación de su partido por el 10.º Distrito, correspondiente a las comunas de La Granja, Macul, Providencia, Ñuñoa, Santiago y San Joaquín. En las elecciones parlamentarias de ese año resultó elegida para el periodo 2018-2022, en representación de Revolución Democrática y en el pacto Frente Amplio con sólo 4442 votos, correspondientes al 1,02% del total de sufragios válidamente emitidos, lo que corresponde al más bajo porcentaje de votos obtenido por un candidato electo en dicho proceso a nivel nacional.
En marzo de 2018, asumió como diputada por el 10.º Distrito, de la Región Metropolitana, en representación de RD. Integra las comisiones permanentes de Familia y Adulto Mayor; y Vivienda, Desarrollo Urbano y Bienes Nacionales. Formaba parte del Comité Parlamentario de Revolución Democrática hasta su renuncia al partido, anunciada el 3 de diciembre de 2020.
El 30 de diciembre del mismo año Natalia Castillo junto al Partido Liberal (liderado por Vlado Mirosevic) y su excompañero en RD, Pablo Vidal, anunciaron la creación de una nueva plataforma política llamada «Nuevo Trato», conformada por figuras bacheletistas, socialdemócratas, progresistas e independientes del mundo civil, como el jurista Agustín Squella y la ex presidenta FEUC Sofía Barahona, entre otros.

## Historial electoral

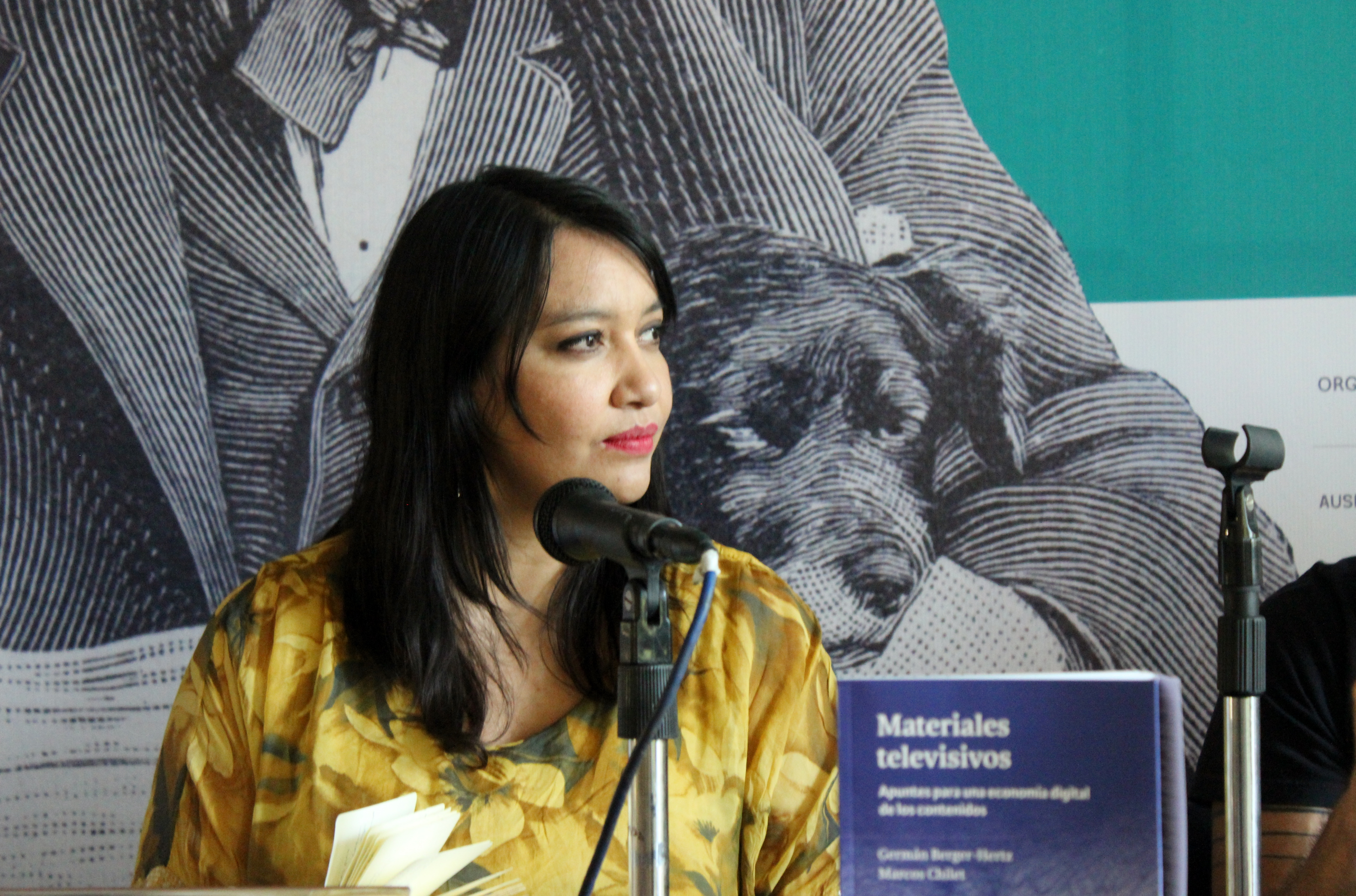
Castillo en la FILSA 2018.

### Elecciones municipales de 2016
- Elecciones municipales de 2016, para la alcaldía de La Granja.[6]

| Candidato              | Pacto                 | Partido | Votos  | %    | Resultado |
| ---------------------- | --------------------- | ------- | ------ | ---- | --------- |
| Felipe Delpin Aguilar  | Nueva Mayoría         | DC      | 13 510 | 64,2 | Alcalde   |
| Natalia Castillo Muñoz | Cambiemos la Historia | RD      | 2775   | 13,2 |           |
| Vivian Maira Smith     | Chile Vamos           | Ind.    | 2615   | 12,4 |           |
| Antonio Rivas Figueroa | Independiente         | Ind.    | 1597   | 7,6  |           |
| Marisol Llanos Pardo   | Pueblo Unido          | PI      | 537    | 2,6  |           |

### Elecciones parlamentarias de 2017
- Elecciones parlamentarias de 2017 a Diputado por el distrito 10 (La Granja, Macul, Ñuñoa, Providencia, San Joaquín y Santiago)[7]

### Elecciones parlamentarias de 2021
- Elecciones parlamentarias de 2021 a Diputado por el distrito 9 (Cerro Navia, Conchalí, Huechuraba, Independencia, Lo Prado, Quinta Normal, Recoleta y Renca)[8]